# 4-フィターゼ
4-フィターゼ(4-phytase、EC 3.1.3.26)は、以下の化学反応を触媒する酵素である。
フィチン酸 + 水{\displaystyle \rightleftharpoons }1D-myo-イノシトール-1,2,3,5,6-五リン酸 + リン酸
これらの酵素は加水分解酵素、特にリン酸モノエステル結合に作用するものに分類される。
系統名は、myo-inositol-hexakisphosphate 6-phosphohydrolaseである。他に、6-phytase、phytate 6-phosphatase等とも呼ばれる。
この種類の酵素は、イノシトールリン酸の代謝に関与する。